# Widok (przełęcz)
Widok (Kapella) – przełęcz na wysokości 592 m n.p.m. w Sudetach Zachodnich, w Górach Kaczawskich.

## Położenie
Przełęcz położona jest około 8,6 km na północny wschód od centrum miejscowości Jelenia Góra, w środkowej części masywu Gór Kaczawskich w Grzbiecie Południowym po południowo-wschodniej stronie od wzniesienia Widok.

## Opis
Bardzo malowniczo położona przełęcz górska, stanowiąca wyraźne, rozległe, płytko wcięte obniżenie, o stromych podejściach i łagodniejszych zboczach, wcinające się, między wzniesienia Widok (616 m n.p.m.) po północno-zachodniej stronie i Kobyłę (626 m n.p.m.) po południowo-wschodniej stronie. Przełęcz położona jest na styku staropaleozoicznych ze skał zieleńcowych i łupków zieleńcowych od zachodu, oraz ordowickich łupków albitowo-sercytowych z grafitem od wschodu, w obrębie metamorfiku kaczawskiego. Obszar w otoczeniu przełęczy zajmują nieużytki i łąki górskie z ciekawą roślinnością. Dolną część, południowo-zachodniego podejścia przełęczy porastają niewielkie obszarowo lasy liściaste. Przełęcz stanowi doskonały punkt widokowy, z którego roztacza się wspaniała panorama Kotliny Jeleniogórskiej i Karkonoszy, Pogórza Kaczawskiego, Grzbietu Północnego i Grzbietu Wschodniego Gór Kaczawskich. Doskonale widoczne są również Rudawy Janowickie, a w nich Góry Sokole. W sąsiedztwie przełęczy po północno-zachodniej stronie położony jest masyw Łysej Góry z narciarską trasą zjazdową i dobrymi punktami widokowymi. Północno-zachodnim skrzydłem przełęczy na wysokości ok. 605 m n.p.m. przechodzi ruchliwa droga wojewódzka nr.365 z Jeleniej Góry przez Świerzawę i Złotoryję do Legnicy.

## Inne
- Przed 1945r na północny zachód od przełęczy przy drodze stała niegdyś popularna gospoda zwana Gasthaus zur Wilhelmshöhe, Stephans Gasthaus lub po prostu Gasthaus Kapelle.
- Przed 1945r przełęcz nosiła niemiecka nazwę Capella, Kapellenberg.

## Turystyka
Przez przełęcz prowadzi szlak turystyczny: 
- niebieski – odcinek europejskiego długodystansowego szlaku pieszego E3, prowadzący z Płoszczyny do Radomierza i dalej.

## Literatura
- Słownik geografii turystycznej Sudetów t. 6 i t. 7 wydawnictwo ISBN 83-85773-27-4, pod redakcją Marka Staffy.
- Mapa: Góry i Pogórze Kaczawskie skala 1:40 000 wyd. Plan. ISBN 83-88049-02-X